# Rashid bin Humaid Al Nuaimi
Ne doit pas être confondu avec Rashid bin Humaid Al Nuaimi II ou Rashid bin Humaid Al Nuaimi III.
Le cheikh Rashid bin Humaid Al Nuaimi fut le dirigeant d'Ajman, l'un des États de la trêve qui forment aujourd'hui les Émirats arabes unis (EAU), de 1816 à 1838.

## Biographie
Il mena une force de 50 hommes pour prendre le contrôle de la ville aux membres de la tribu des Al Bu Shamis qui s'y étaient installés ainsi qu'à Al Heera (en). À cette époque, Ajman était une dépendance de Charjah. Cinq ans après son établissement à Ajman, le fort fut pris par les Bédouins Darawisha, qui furent ensuite expulsés grâce à l'intervention du dirigeant de Charjah, le cheikh Saqr bin Sultan Al Qasimi (en).  
Relativement peu de choses sont connues sur le règne de Rashid bin Humaid. Il fut signataire du Traité maritime général de 1820 (en) avec les Britanniques, devenant ainsi l'un des premiers dirigeants des États de la trêve, qui allaient plus tard former les Émirats arabes unis (EAU).  
Le nom Nuaimi provient de la confédération tribale des Na'im, qui dominait la région autour de Buraimi. Le mouvement nord de la tribu, les Al Bu Kharabain, semble s'être installé à Ajman ainsi que dans les régions d'Al Heera, Hamriyah et même Sharjah. Rashid adhéra au Traité maritime général de 1820 après l'expédition punitive britannique (en) partie de Bombay contre les Al Qasimi à Ras Al Khaimah. En 1819, cette force bombarda les établissements côtiers de la péninsule du Golfe, y compris Ajman, ce qui conduisit à la capitulation des cheikhs côtiers et à la signature du traité à Ras Al Khaimah et Sharjah. Rashid bin Humaid signa le traité le 15 mars 1820, conjointement avec le cheikh Abdullah bin Rashid Al Mualla, dirigeant de Umm Al Quwain. Les deux dirigeants signèrent le traité à Al Falayah (en), une dépendance intérieure de Ras Al Khaimah.  
Rashid mena son peuple dans une guerre contre Sohar, en coalition avec le sultan Saïd de Mascate, et en 1831, des bateaux d'Ajman capturèrent une douzaine de navires et leurs cargaisons naviguant depuis Sohar. Deux canonnières britanniques furent envoyées à Ajman, et des réparations furent exigées puis versées.  
Il mourut en 1838 et fut remplacé par son fils, Humaid bin Rashid Al Nuaimi.